# Eriphus cardinalis
Eriphus cardinalis là một loài bọ cánh cứng trong họ Cerambycidae.